# Urszula Dudziak
Urszula Dudziak (Bielsko-Biała, 22 de outubro de 1943) é uma cantora polonesa. Trabalhou com artistas do naipe de Krzysztof Komeda, Michał Urbaniak (seu ex-marido), Gil Evans, Archie Shepp, e Lester Bowie. Seu sucesso da década de 1970 "Papaya" teve grande popularidade na Ásia e na América Latina em 2007.

## Vida e carreira
Dudziak nasceu no bairro de Straconka, na cidade de Bielsko-Biała, na Polônia. Estudou piano, mas começou a canter no final da década de 1950 após ouvir discos de Ella Fitzgerald. Dentro de poucos anos ela se tornou uma das mais populares artistas de jazz em seu país natal. Ela encontrou e mais tarde se casou com Michal Urbaniak. No fim da década de 1960 começaram a fazer turnês no exterior e na década seguinte se estabeleceram em Nova York.
Dudziak tem alguns problemas fonoaudiológicos, embora costume substituir as palavras por aquilo que se convencionou chamar de scat singing. Notabilizou-se por possuir um alcance vocal de cinco oitavas, Dudziak emprega equipamentos eletrônicos para estender ainda mais as possibilidades de sua voz. Ela frequentemente trabalha com outros músicos contemporâneos, tais como Archie Shepp e Lester Bowie e fez parte do Vocal Summit group, com Jay Clayton, Jeanne Lee, Bobby McFerrin, Norma Winstone, Sting, Michelle Hendricks e Lauren Newton.

## Discografia
- Newborn Light (1972)
- Super Constellation (1973)
- Atma (1974)
- Urszula (1976)
- Midnight Rain (1977)
- Urbaniak (1977)
- Future Talk (1979)
- Magic Lady (1980)
- Ulla (1982)
- Sorrow Is Not Forever... but Love Is (1983)
- High horse (1986)
- Magic Lady concert from Walk Away (1989)
- Jazz Unlimited (1993)
- Journey, Saturation (1994)
- And Life Goes On (2002)
- Painted Bird (2003)

## A dança de "Papaya"
Em 2007, a canção "Papaya" (1976), talvez a mais conhecida de Urszula Dudziak (que na época de seu lançamento foi tema de abertura da telenovela brasileira Anjo Mau) teve uma imensa popularidade nas Filipinas onde foi regularmente apresentada num programa noturno da televisão local. Uma das canções favoritas para a dublagem feita pelas drag queens filipinas nas boates GLBT, a canção teve um revival quando um apresentador de teve dançou ao som da canção, aumentando a popularidade da música na América Latina e nos Estados Unidos. A dança foi apresentada em vários noticiários e noticiada pelas agências de notícias, incluindo MSNBC, e Reuters. Em 21 de março de 2008 a dança foi apresentada no programa "Good Morning America", da ABC's, com os apresentadores dançando ao som da canção.